# اتحادیه دلوتی
اتحادیه دلوتی (به لاتین: Deluti Union) یک منطقهٔ مسکونی در بنگلادش است که در Paikgachha Upazila واقع شده‌است.